# John Antoine Nau
John-Antoine Nau, cujo nome real era Eugène Léon Édouard Joseph Torquet (San Francisco, Estados Unidos, 19 de novembro de 1860 - Tréboul, 17 de maio de 1918), foi um escritor francês.
Em 1903, foi o primeiro escritor a ganhar o Prêmio Goncourt por sua novela Force ennemie, publicada em fevereiro do mesmo ano. 